# Pîlîpivka, Fastiv
Pîlîpivka (în ucraineană Пилипівка) este localitatea de reședință a comunei Pîlîpivka din raionul Fastiv, regiunea Kiev, Ucraina.

## Demografie
Componența lingvistică a localității Pîlîpivka
     Ucraineană (98,78%)
     Alte limbi (0,98%)
Conform recensământului din 2001, majoritatea populației localității Pîlîpivka era vorbitoare de ucraineană (98,78%), existând în minoritate și vorbitori de alte limbi.